# Бондаренко Владислав Олексійович
Владисла́в Олексі́йович Бондаре́нко (нар. 2 травня 1997 — 18 серпня 2018) — старший солдат Збройних сил України, учасник російсько-української війни.

## Життєпис
Народився 1997 року в селі Комишувате (Мангушський район, Донецька область), закінчив школу. У 2013-2015 навчався в ВСП Бердянський коледж ТДАТУ. У 2015—2016 роках працював в «АТБ-Маркет» у Маріуполі — адміністратором торгового залу.
Від 2016 року — на військовій службі; старший солдат, командир кулеметного відділення 1-го механізованого батальйону 92-ї бригади; боронив Красногорівку та Авдіївку.
18 серпня 2018-го загинув пізно ввечері від кулі снайпера під час нічного чергування в районі міста Авдіївка — почувши постріли, вийшов з бліндажа перевірити та лише встиг подивитися в тепловізор, як снайпер поцілив у голову.
21 серпня 2018 року похований з військовими почестями в селі Комишувате; на похорон прийшло все село.
Без Владислава лишились батьки.

## Нагороди та вшанування
- указом Президента України № 411/2018 від 5 грудня 2018 року «за особисту мужність і самовіддані дії, виявлені у захисті державного суверенітету та територіальної цілісності України, зразкового виконання військового обов'язку» — нагороджений орденом «За мужність» III ступеня (посмертно)[1].